# Kenshiro
Pour les articles homonymes, voir Ken.
Kenshirô (ケンシロウ, Kenshirō), plus connu sous le nom de Ken, est le personnage principal du manga et anime Ken le Survivant, ainsi que d'autres œuvres associées. Il est le 64e héritier de la technique du Hokuto Shinken (Poing divin de la Grande Ourse), un kung-fu d'assassins transmis de génération en génération depuis plus de 2000 ans. Succédant à son père adoptif Ryûken, il est considéré comme un des plus grands maîtres de l'histoire du Hokuto grâce à sa maîtrise de techniques légendaires comme la création de la vie à partir du néant (無想転生, Musō Tensei).

## Concept et création
L'auteur Tetsuo Hara, dans une version prototype en deux parties de Hokuto no Ken, a d'abord dépeint Kenshiro comme un adolescent qui combattait l'école rivale du Taizanji Kenpō dans le Japon des années 1980. Cette première version du personnage avait reçu le nom de Kenshiro Kasumi (霞 拳四郎, Kasumi Kenshirō), son surnom signifiant « Quatrième Fils du Poing ». Dans ce contexte, Kenshiro était le 23e successeur du Hokuto, suivant son père inconnu, qui lui-même a reçu son art du 21e héritier, Maître Liú Zhèng (劉 正, Ryū Shō). Il était d'un caractère plus joyeux que le Kenshiro du manga, n'ayant pas encore subi les épreuves du début de la série et ne portant pas ses fameuses sept cicatrices. Lorsque sa fiancée est tuée et qu'il en est porté à tort responsable, Kenshiro devient un fugitif qui tente de renverser le Taizanji. Il est également connu sous les noms de « l'Homme aux sept cicatrices » (七つの傷の男, Nanatsu no kizu no otoko) et du « Sauveur de la fin du siècle » (世紀末救世主, Seikimatsu Kyūseishu). Sa phrase fétiche est « Tu es déjà mort. » (お前はもう死んでいる。, « Omae wa mō shindeiru. »).
Le personnage fut modifié par Buronson lors de la diffusion hebdomadaire de Hokuto no Ken. Buronson a expliqué qu'il avait basé le nouveau Kenshiro sur l'acteur d'arts martiaux Bruce Lee et le personnage de Max Rockatansky de la série de films Mad Max. Le personnage, désormais adulte, ne porte plus que le nom de Kenshiro, toujours écrit en katakana en japonais. Le nom complet Kenshiro Kasumi fut réutilisé pour le héros de la série Ken - Fist of the Blue Sky, un prédécesseur du Kenshiro de Ken le Survivant. Ce dernier, bien que son orthographe soit légèrement différente (拳志郎 au lieu de 拳四郎), fut nommé en l'honneur de ce prédécesseur.

## Le personnage

### L'héritier du Hokuto Shinken
Kenshiro est le plus jeune des quatre fils adoptifs entrainés par le précédent héritier du Hokuto, Ryûken. Ses origines sont révélées dans la deuxième partie du manga, où l'on découvre qu'il fut envoyé au Japon, avec son futur ennemi Raoh et Toki, le frère de Raoh, pour fuir leur pays d'origine, Asura (ou Shura), déchiré par la guerre. Ceci est décrit différemment dans le premier chapitre de Ken - Fist of the Blue Sky : un nouveau-né est amené au dojo de Ryuken au Japon, qui décide de donner à l'enfant le nom de son grand frère (Kenshiro Kasumi, le héros de Blue Sky), du fait de sa marque de naissance en forme d'étoiles de la Grande Ourse sur la tête, même si des chapitres suivants du manga font également référence à la fuite d'Asura de Kenshiro, Raoh et Toki.
Disciple de Ryûken, il a été formé en même temps que Raoh, Toki et Jagi. La décision de Ryûken de faire de Kenshirô le successeur du Hokuto Shinken a été très mal perçue par Raoh et Jagi, qui se rebellent. En effet, seul un héritier pouvant être choisi parmi les élèves, les autres pratiquants malchanceux se voient interdire l'usage du Hokuto Shinken, les plus récalcitrants pouvant se voir effacer la mémoire, ou même briser les poings. Raoh va même jusqu'à tuer son maître.
En réalité, le choix de Ryûken est mûrement réfléchi : lorsque le maître demande à Raoh comment il utiliserait le Hokuto Shinken en tant qu'héritier, celui-ci fait part de son ambition démesurée de conquête par la force, ce que Ryûken désapprouve. Ryûken teste également les réactions de Raoh et Kenshirô face à un tigre : alors que Kenshirô maîtrise l'animal par sa force mentale, Raoh préfère lui trancher la tête et proclame que le tigre n'a même pas reconnu Kenshirô comme adversaire, le maître n'étant pas de cet avis. Quant à Toki, devenir l'héritier du Hokuto ne l’intéresse pas. Enfin, Jagi est tenu en échec par Kenshiro qui préfère retenir ses coups contre son aîné. Kenshiro lui inflige de sérieux dégâts, défigurant Jagi à tout jamais, ce qui explique la haine que lui voue ce dernier.
Kenshirô est ainsi autant désigné pour ses qualités humaines que pour sa force et sa maîtrise technique.

### L'histoire
Après la guerre nucléaire, Kenshirô essaie de vivre en paix avec sa fiancée Julia (ou Yuria), jusqu'à ce que Jagi ne pousse Shin, un rival jaloux de l'école du Nanto Seiken, à affronter et vaincre Kenshiro. Shin lui grave alors les fameuses sept cicatrices sur la poitrine et le laisse pour mort. Auparavant, Ken faisait preuve de davantage de clémence vis-à-vis de ses ennemis, comme lors de la tentative d'assassinat de Jagi. Lorsqu'il les affronte à nouveau, ses ennemis comme Shin et Raoh ne manquent pas de remarquer à quel point il est devenu impitoyable.
La première partie de l'histoire raconte la quête de Kenshiro pour libérer Julia des mains de Shin. C'est ainsi qu'il rencontre dans le premier chapitre Batt, un jeune voleur, et Lynn, une jeune fille qu'il sauve. Cependant, les ennuis le suivent partout où il va, c'est pourquoi il ne reste jamais nulle part très longtemps. Tout au long de la série, Kenshiro utilise son art pour protéger les innocents dans ce monde dévasté par les gangs de pillards. Il finit par gagner le surnom de "Sauveur de la Fin du Monde". Sa technique progresse au travers de ses rencontres avec les membres du Nanto Seiken et ses frères du Hokuto. À la fin de la première partie, il finit par affronter et vaincre son grand frère Raoh, et est enfin réuni avec Julia, avec qui il vit jusqu'à ce qu'elle succombe à la maladie.
Dans la deuxième partie du manga (et l'adaptation en anime correspondante Hokuto no Ken 2, qui n'a jamais été diffusée en France), Ken se joint à Batt et Lynn désormais adultes, qui ont formé l'armée du Hokuto pour combattre les guerriers corrompus du Gento Kōken. L'histoire envoie finalement Ken au pays d'Asura, où il découvre son héritage Hokuto Sōke et combat les seigneurs de guerre qui contrôlent le pays: Han, son frère de sang Hyoh, et Kaioh, l'autre frère de sang de Raoh. Tous les trois ont été formés par Jukei dans l'espoir de sauver son pays du chaos. Mais Jukei regrettera sa décision car le Hokuto Ryuken rend fous ses pratiquants, comme il a lui-même pu le constater dans sa jeunesse. En effet, il tua sa famille sous le coup de la folie avant d'aller défier Ryuken, maître du Hokuto Shinken, qui lui rendit la raison. La fin du manga (qui n'a pas été adaptée en anime) voit Kenshiro adopter le fils orphelin de Raoh, Ryûken, afin d'en faire son héritier, et poursuivre sa route.
Bien que d'un naturel stoïque et masquant ses émotions comme la plupart des héros masculins des années 1980, Kenshiro se distingue dans la culture anime par sa sensibilité et son grand cœur qui ont mis à mal la tradition des "hommes qui ne pleurent pas" de l'époque. Il est connu pour sa tristesse, voire ses larmes face à la souffrance des innocents et la mort de ses amis ou quelques ennemis respectables. Bien qu'édulcoré dans l'adaptation en anime des années 1980, ce trait de caractère revient lors des adaptations en films et OAV à partir des années 1990.
Sa phrase fétiche lorsqu'il assène le coup fatal à son adversaire est « Tu ne le sais pas encore, mais tu es déjà mort » (お前はもう死んでいる, Omae wa mō shinde iru).

## Doublage
En version originale
- La voix de Kenshiro a été celle d'Akira Kamiya dans la série télévisée originale et dans le film de 1986, Ryō Horikawa ayant fourni la voix de Kenshiro enfant lors des flashbacks. Ce fut ensuite Takehito Koyasu qui l'interpréta dans la série d'OAV de 2003 Shin Hokuto no Ken, puis Kunihiro Kawamoto dans l'adaptation en jeu d'arcade de 2005 Fist of the North Star, le court métrage en images de synthèse Hokuto no Ken: Legend of Heroes et le jeu mobile. Dans la série de films Shin Kyūseishu Densetsu, la voix de Kenshiro est interprétée par Hiroshi Abe et Eiji Hanawa pour Kenshiro enfant (premier film), Yuko Gibu (OVA Yuria Den) et Hiro Shimono (film, les héritiers du Hokuto). Dans le jeu vidéo Ten no Haoh sur PSP, Kenshiro n'ayant aucune parole dans l'anime, se retrouve doublé par Hideo Ishikawa. Dans la série des Hokuto Muso (Ken's Rage), le jeu J-Stars et Jump Force, c'est Katsuyuki Konishi qui prête sa voix à Kenshiro. Plus récemment, en 2018, dans Fist of The North Star: Lost Paradise (Hokuto ga Gotoku au Japon), Kenshiro est doublé par Takaya Kuroda (ja), qui double Kazuma Kiryu dans la série Yakuza.

En version française
- La voix de Kenshiro est assurée par Philippe Ogouz (jusqu'à l'épisode 91) dans la série télévisée originale et le film d'animation de 1986. Durant le doublage de la série, Marc Bretonnière l'a remplacé pour l'épisode 35 et Luc Bernard pour les épisodes 47 à 49. Dans la série d'OAV de 2003 Shin Hokuto no Ken, la voix du personnage est confiée à Arnaud Léonard. Dans la série de films Shin Kyūseishu Densetsu (2006-2008), Frédéric Souterelle devient la voix de Kenshiro. En 2009, Philippe Valmont est ensuite choisi pour reprendre la voix de Ken pour les épisodes 92 à 109 de la série qui restaient inédits[1].

## Popularité
Kenshiro fait partie des personnages mythiques des séries de manga japonaises des années 1980, au même titre que Seiya des Chevaliers du Zodiaque ou Son Goku de Dragon Ball. Lors d'un sondage mené par Oricon en 2007 sur 1000 personnes, Kenshiro est classé troisième parmi les plus grands personnages de manga de tous les temps, derrière Son Goku et Doraemon.